# Peter Laird
Peter Alan Laird (North Adams, Massachusetts, Estados Unidos, 27 de enero de 1954) es un dibujante de cómics estadounidense. Es conocido por ser el coproductor y cocreador, junto con su socio Kevin Eastman, de las Tortugas Ninja.

## Biografía
Su afición por el dibujo se manifestó desde una edad muy temprana, al igual que su fascinación por los dinosaurios y los robots. Este interés se acrecentó cuando descubrió los cómics de Jack Kirby y Barry Windsor-Smith. Tras finalizar sus estudios de Bellas Artes en la Universidad de Massachusetts, intentó abrirse paso como dibujante de cómics e ilustrador para fanzines y periódicos locales.
El éxito profesional le llegaría tras conocer por casualidad al artista Kevin Eastman en 1981 o 1982. En 1984, ambos publicaron el primer cómic de las Tortugas Ninja en la editorial Mirage Studios, fundada por ellos mismos, y que tuvo un éxito inmediato. En 1992 creó la Fundación Xeric, que tiene como objetivo prestar asistencia a los autores de cómics que desean autopublicarse.
En el año 2000, Laird compró la mayor parte de las acciones de su socio Eastman y en 2008 compró el resto cuando Eastman se retiró. En 2009, Laird vendió la franquicia a Nickelodeon por 60 millones de dólares.